# Pylyp Budkivskyj
Pylyp Vjatjeslavovytj Budkivskyj (ukrainska: Пилип Вячеславович Будківський ), född 10 mars 1992 Kiev, Ukraina, är en ukrainsk fotbollsspelare (central anfallare) som för närvarande spelar för Sjachtar Donetsk, på lån från Sochaux-Montbéliard.

## Fotnoter
1. ↑  På ryska: Филипп Вячеславович Будковский, Filipp Vjatjeslavovitj Budkovskij (talas i Ukraina)